# Serguei Sxukin
Serguei Ivànovitx Sxukin (rus: Серге́й Ива́нович Щу́кин) (27 de maig de 1854, Moscou – 10 de gener de 1936, París) va ser un home de negocis rus que va esdevenir col·leccionista d'obres d'art, principalment franceses, dels estils Impressionista i Postimpressionista, a partir d'una estada seva a París l'any 1897, quan comprà el seu primer Monet.
Entre 1902 i 1904 va comprar les primeres obres de Degas; va conèixer al "marchand" Ambroise Vollard a qui va comprar obres de Cèzane i Gauguin.
Va arribar a comprar 258 pintures que decoraven les parets del seu palau de Moscou.
El 1914, Shchukin era propietari de 13 Monets, incloent el famós Femme au jardin (Dona al jardí) i les versions del "Picnic", tres Renoir, vuit Cézanne, incloent el famós "Carnival" (Mardi Gras), quatre Van Gogh, setze Gauguin del seu període de Tahití, Henri Rousseau, setze Derain, vuit Albert Marquet…
Sxukin va ser particularment notable per la seva associació amb Matisse, qui decorà la seva mansió i creà la pintura titulada La Danse especialment per a Sxukin.
La seva col·lecció inclou més de 50 obres de Pablo Picasso, a qui va conèixer a Bateau-Lavoir mitjançant Matisse, amb obres dels períodes blau (1901-1905) rosa (1905-1906), "africà" (1907-1908) i cubista (1909-1914). Les primeres les va adquirir el 1908 i els anys 1912-1914 va ampliar la col·lecció de l'època cubista amb 30 obres més.
L'any 1909 Sxukin obrí els diumenges la seva casa per al públic general presentant l'avantguarda francesa als moscovites 
Després de la revolució russa de 1917, el nou govern s'apropià de la col·lecció de Sxukin i aquest escapà a París. La seva antiga mansió va passar a ser el “Museu Estatal del Nou Art Occidental” (Государственный Музей нового западного искусствa, secció I), la secció II pertanyia a la col·lecció d'Ivan Morozov. Finalment (1928), les dues seccions es van fusionar i exposar a l'antiga mansió d'Ivan Morozov mansion a Prechistenka, 21. L'any 1948 aquest Museu estatal va ser tancat per decret Stalin per considerar-lo burgés, cosmopolita i d'obres d'art mal orientades. Les dues col·leccions van ser dividides a l'atzar entre el “Museu Puxquin de Belles Arts “ i el Museu de l'Hermitage de Sant Petersburg.